# Drosophila baimaii
Drosophila baimaii är en tvåvingeart som beskrevs av Bock och Wheeler 1972. Drosophila baimaii ingår i släktet Drosophila och familjen daggflugor.
Artens utbredningsområde är Sydostasien.